# Atractus emigdioi
Atractus emigdioi là một loài rắn trong họ Colubridae. Loài này được Gonzales-Sponga mô tả khoa học đầu tiên năm 1971.